# 𐞥
Cette page contient des caractères spéciaux ou non latins. S’ils s’affichent mal (▯, ?, etc.), consultez la page d’aide Unicode.
𐞥, appelée q en exposant, q supérieur ou lettre modificative q, est un graphème utilisé dans la translittération de l’akha et dans la transcription phonétique de langues khoisanes. Il est formé de la lettre q mise en exposant.

## Utilisation
Stefan Wurm utilise le q en exposant dans une description du karakalpak publiée dans le journal Anthropos en 1951.
En Colombie Britannique, au Canada, le q en exposant est notamment utilisé dans le nom officiel du parc provincial M𐞥uqʷin/Brooks Peninsula (en).
Certains auteurs, dont Menán Du Plessis, utilisent le q en exposant dans la transcription du ǀxam pour indiquer la pharyngalisation d’une voyelle.
Bonny Sands utilise le q en exposant pour transcrire le clic uvulaire-alvéolaire sourd [𐞥ǃ] ǃxóõ (écrit ‹ ǃq › dans l’orthographe) afin de la distinguer du clic nǀuu [ǃ͡q], les deux étant prononcés différemment.

## Représentations informatiques
La lettre lettre modificative q peut être représenté avec les caractères Unicode suivants (Latin étendu-F) :
| formes       | représentations | chaînes de caractères | points de code | descriptions                    | note                            |
| ------------ | --------------- | --------------------- | -------------- | ------------------------------- | ------------------------------- |
| modificative | 𐞥               | 𐞥                     | U+107A5        | lettre modificative minuscule q | codé pour le symbole phonétique |